# 馬爾格魯冰原島峰
79°38′S 157°56′E / 79.633°S 157.933°E
馬爾格魯冰原島峰（英語：Mulgrew Nunatak）是南極洲的冰原島峰，位於奧次地，處於滕塔克爾嶺以東7公里，屬於庫克山脈的一部分，海拔高度1,600米，由英聯邦探險隊繪入地圖，現時由南極條約體系管理。